# Penelope (nome)
Penelope  è un nome proprio di persona italiano femminile.

## Varianti in altre lingue
- Catalano: Penèlope[5]
- Ceco: Pénelopé
- Croato: Penelopa
- Esperanto: Penelopo
- Francese: Pénélope[6]
- Galiziano: Penélope
- Greco antico: Πηνελόπη (Penelope)[2][6]
- Greco moderno: Πηνελόπη (Pīnelopī)
- Inglese: Penelope[4][6]
  - Ipocoristici: Penny[6], Pene[6], Pen[6]
- Latino: Penelope[1][3]
- Lituano: Penelopė
- Occitano: Penelòpa
- Polacco: Penelopa
- Portoghese: Penélope
- Russo: Пенелопа (Penelopa)
- Serbo: Пенелопа (Penelopa)
- Slovacco: Pénelopé
- Spagnolo: Penélope[5]
- Ucraino: Пенелопа (Penelopa)
- Ungherese: Pénelopé

## Origine e diffusione

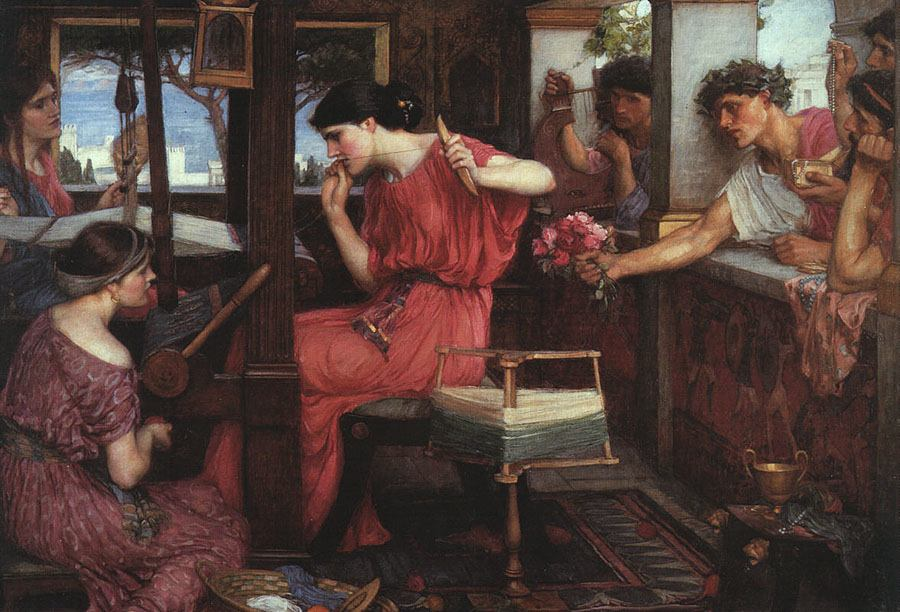
Penelope e i Proci, di John William Waterhouse

Deriva dall'antico nome greco Πηνελόπη (Penelope), la cui etimologia è assai dubbia. Potrebbe derivare dal termine πηνη (pene, "filo", "trama", "gomitolo", "tessuto"), forse combinato con ωψ (ops, "volto", "occhio"), ma altre fonti bollano la correlazione a πηνη come paretimologica. Fra le altre ipotesi, potrebbe ricondursi a πηνέλοψ (pēnélops), un tipo di anatra o di fenicottero, o potrebbe anche essere di origine pregreca.
Si tratta di un nome di tradizione classica, portato da Penelope, moglie dell'eroe greco Ulisse di cui si narra nell'Odissea, il cui nome è diventato, almeno in inglese, sinonimo di moglie virtuosa e fedele.
La sua diffusione in epoca rinascimentale o contemporanea è dovuta principalmente alla fortuna del poema di Omero, anche se hanno aiutato altre opere dove compare il nome quali Penelope di Cimarosa e Pénélope di Piccinni. Raro in italiano, il nome è più diffuso nei paesi anglofoni, dove è usato occasionalmente sin dal XVI secolo; in Irlanda veniva un tempo utilizzato per rendere in inglese il nome irlandese Fionnuala.

## Onomastico
L'onomastico si può festeggiare il 5 maggio in memoria di sant'Irene da Lecce, il cui nome originale era Penelope.
1-11

## Persone

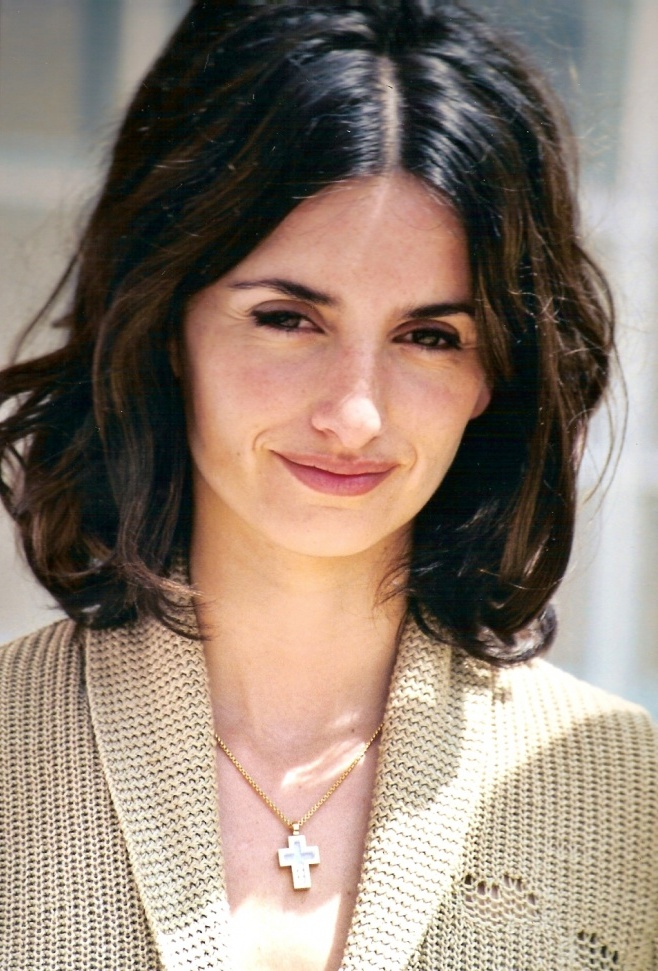
Penélope Cruz

- Penelope Anne Coelen, modella sudafricana
- Penelope Dudley Ward, attrice britannica
- Penelope Fitzgerald, scrittrice britannica
- Penelope Heyns, nuotatrice sudafricana
- Penelope Houston, cantautrice statunitense
- Penelope Lively, scrittrice britannica
- Penelope Milford, attrice statunitense
- Penelope Ann Miller, attrice statunitense
- Penelope Plummer, modella australiana
- Penelope Riboldi, calciatrice italiana
- Penelope Rosemont, pittrice, fotografa e scrittrice statunitense
- Penelope Spheeris, regista e produttrice cinematografica statunitense
- Penelope Tree, supermodella statunitense
- Penelope Wilton, attrice britannica

### Variante Penélope
- Penélope Cruz, attrice spagnola

### Variante Penny
- Penny Brown, attrice e cantante statunitense
- Penny Flame, pornoattrice statunitense
- Penny Marshall, attrice, regista e produttrice cinematografica statunitense
- Penny Rose, costumista statunitense
- Penny Ryan, giocatrice di curling canadese
- Penny Tai, cantante e compositrice malaysiana naturalizzata taiwanese
- Penny Taylor, cestista australiana
- Penny Toler, cestista e dirigente sportiva statunitense

## Il nome nelle arti
- Penelope è la moglie di Ulisse nel poema omerico Odissea, nonché figura antonomasica di fedeltà e perseveranza.
- Penny è un personaggio della serie televisiva The Big Bang Theory.
- Penny è un personaggio del videogioco Pokémon Scarlatto e Violetto.
- Penelope Aldaya è un personaggio del romanzo di Carlos Ruiz Zafón L'ombra del vento.
- Penelope Elcott è un personaggio del film del 1966 Penelope, la magnifica ladra, diretto da Arthur Hiller.
- Penelope Featherington è un personaggio della serie di libri Bridgerton di Julia Quinn, e dell'omonima serie televisiva.
- Pénélope Fontanet è un personaggio del film del 1980 Il tempo delle mele, diretto da Claude Pinoteau.
- Penelope Garcia è un personaggio della serie televisiva Criminal Minds.
- Penny Ling è un personaggio della serie animata Littlest Pet Shop.
- Penelope Pitstop è un personaggio dell'omonima serie animata della Hanna-Barbera.
- Penelope Witherspoon è un personaggio del film del 1983 Una poltrona per due, diretto da John Landis.
- Penelope Widmore è un personaggio della serie televisiva Lost.
- Penelope Wilhern è un personaggio del film del 2006 Penelope, diretto da Mark Palansky.